# 리틀 노아: 낙원의 후계자
리틀 노아: 낙원의 후계자(Little Noah: Scion of Paradise)는 사이게임즈와 그라운딩이 닌텐도 스위치, 플레이스테이션 4, 마이크로소프트 윈도우용으로 개발한 로그라이크 요소가 포함된 2022년 액션 롤플레잉 게임이다. 2023년에 출시된 엑스박스 원 및 엑스박스 시리즈 X/S용 버전이다.

## 평가
리뷰 애그리게이터 메타크리틱에 따르면 닌텐도 스위치용 리틀 노아: 낙원의 후계자는 "대체로 호의적인" 리뷰와 100점 만점에 87점을 받았다.